# Pierre-Montan Berton
Pierre-Montan Berton (París, 7 de gener de 1727 - 14 de maig de 1780) fou un compositor francès.
Dotat d'una gran precocitat, als dotze anys ja havia compost alguns motets que s'executaren en la catedral de Senlis. Més tard formà part de la capella de Notre-Dame de París, i el 1744 fou contractat com a baix per l'empresa de l'Òpera d'aquella capital, on va romandre dos anys, passant després a Marsella i més tard a Bordeus com a director d'orquestra. Llavors començà a escriure pel teatre i, per fi, el 1755 aconseguí en concurs públic la plaça de director d'orquestra de l'Òpera de París, plaça que a partir del 1767 compartí amb Jean-Claude Trial, sent, a més, des de 1768, director de la capella reial. En aquesta feina tingué entre altres alumnes el belga Charles-Louis Hanssens (1777-1852).
Fou un dels primers a reconèixer el geni de Gluck, al que va fer cridar a París, així com a Puccini.
Les seves obres principals són:
- Deucation et Pyrha, (1755),
- Erosine, (1763),
- Sylvie, (1766),
- Thèonis, (1767),
- Adèle de Ponthieu, (1773), en col·laboració amb Jean-B de La Borde, etc.

A més va refer moltes obres de Lully i va escriure fragments per a d'altres. Era pare de Henri-Montan Berton (1787-1844) també compositor.